# Hanns Jürgen Küsters

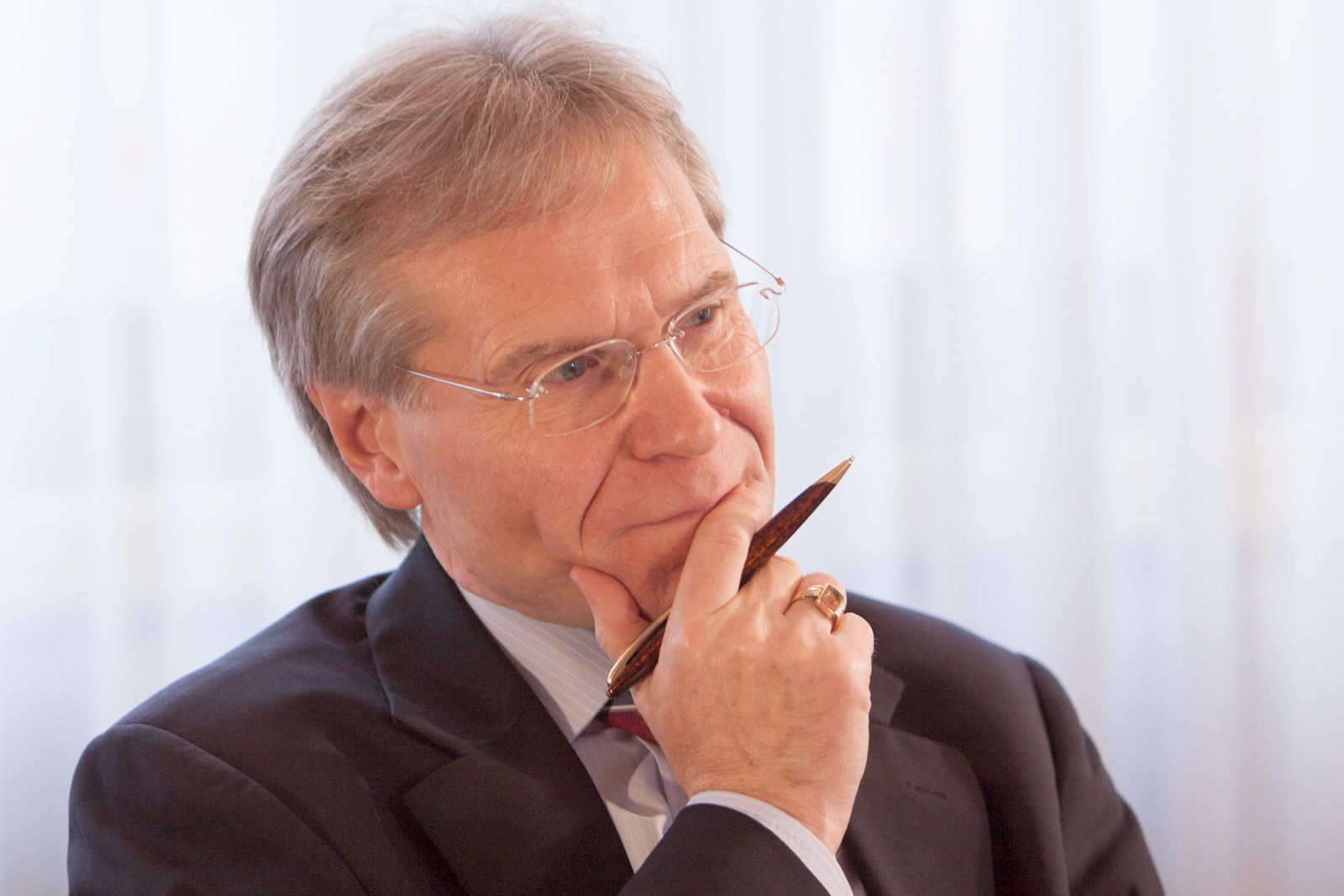
Hanns-Jürgen Küsters

Hanns Jürgen Küsters (* 30. Dezember 1952 in Krefeld) ist ein deutscher Politikwissenschaftler und Zeithistoriker. Er war bis 2018 Leiter der Hauptabteilung Wissenschaftliche Dienste/Archiv für Christlich-Demokratische Politik der Konrad-Adenauer-Stiftung e. V. in Sankt Augustin und lehrt als außerplanmäßiger Professor für Politische Wissenschaft und Zeitgeschichte am Institut für Politische Wissenschaft und Soziologie an der Rheinischen Friedrich-Wilhelms-Universität Bonn. 

## Leben
Nach Erlangung der Hochschulreife am Gymnasium am Moltkeplatz im Juni 1972 in Krefeld studierte Küsters an der Rheinischen Friedrich-Wilhelms-Universität Bonn Sozialwissenschaft und Wirtschaftswissenschaft. 1974 wechselte er an die Universität Hamburg. Nach dem Abschluss des Studiums als Diplom-Politologe war er Bildungsreferent bei der Jungen Union und promovierte 1982 bei Hans-Peter Schwarz am Forschungsinstitut für Politische Wissenschaft und Europäische Fragen an der Universität zu Köln mit der Dissertation zum Thema Die Gründung der Europäischen Wirtschaftsgemeinschaft. Anschließend bearbeitete er für die Stiftung Bundeskanzler-Adenauer-Haus in Bad Honnef-Rhöndorf im Rahmen der Nachlassedition Adenauer Rhöndorfer Ausgabe die Edition Teegespräche 1950–1961.
1987 ging Küsters gemeinsam mit Hans-Peter Schwarz an dessen Lehrstuhl an die Rheinische Friedrich-Wilhelms-Universität Bonn. 1994 übernahm er die Leitung der Editionsgruppe Dokumente zur Deutschlandpolitik im Bundesarchiv und habilitierte sich im Jahr 2000 an der Philosophischen Fakultät der Rheinischen Friedrich-Wilhelms-Universität Bonn mit dem Thema „Die Verhandlungen der vier alliierten Siegermächte des Zweiten Weltkrieges über einen Friedensvertrag mit Deutschland zwischen 1945 und 1990“. 2006 wurde Küsters zum außerplanmäßigen Professor an der Rheinischen Friedrich-Wilhelms-Universität Bonn ernannt.
Von 2008 bis 2018 leitete er die Hauptabteilung Wissenschaftliche Dienste/Archiv für Christlich-Demokratische Politik bei der Konrad-Adenauer-Stiftung e. V. Sein Vorgänger im Amt war der Historiker Günter Buchstab, Nachfolger ab dem 1. Juli 2018 wurde Michael Borchard. 

## Schriften (Auswahl)
- Die Gründung der Europäischen Wirtschaftsgemeinschaft. Baden-Baden 1982.
- (Hrsg.): Adenauer Teegespräche 1950–1961. 3 Bände (= Adenauer Rhöndorfer Ausgabe). Berlin 1984–1988.
- Fondements de la Communauté Économique Européenne. Brüssel/Luxembourg 1990.
- Crefeld in der wilhelminischen Zeit. Duisburg 1993.
- (Hrsg.): Die Konstituierung der Bundesrepublik Deutschland und der Deutschen Demokratischen Republik (= Dokumente zur Deutschlandpolitik. II. Reihe. Band 2). München 1996.
- (Hrsg.): Deutsche Einheit. Sonderedition aus den Akten des Bundeskanzleramtes 1989/90. München 1998.
- Der Integrationsfriede. Viermächte-Verhandlungen über eine Friedensregelung mit Deutschland 1945–1990. München 2000.
- (Hrsg.): Die Außenminister-Konferenzen von Brüssel, London und Paris 1954 (= Dokumente zur Deutschlandpolitik. II. Reihe. Band 4). München 2003.
- Das Ringen um die Deutsche Einheit. Die Regierung Helmut Kohl im Brennpunkt der Entscheidungen 1989/90. Herder, Freiburg/Breisgau 2009, ISBN 978-3-451-30253-4.
- (Hrsg.): Deutsche Europapolitik Christlicher Demokraten. Von Konrad Adenauer bis Angela Merkel (1945–2013) (= Forschungen und Quellen zur Zeitgeschichte. Band 66). Droste, Düsseldorf 2014, ISBN 978-3-7700-1918-2.
- (Hrsg.): Konrad Adenauer – der Vater, die Macht und das Erbe. Das Tagebuch des Monsignore Paul Adenauer 1961–1966. Ferdinand Schöningh, Paderborn 2017, ISBN 978-3-506-78673-9.
- Kai Uwe von Hassel. 2 Bände: Band 1: Aufstieg und Ministerpräsident 1913–1963, Band 2: Minister und Präsident 1963–1997. WBG Academic, Darmstadt 2023, ISBN 978-3-53427673-8.

## Auszeichnungen
- 1985: Médaille d'or de la Fondation Jean Monnet pour l'Europe, Lausanne, und der Johann-Wolfgang-von-Goethe-Stiftung, Basel